# Timòclides
Timòclides (en llatí Timocleides, en grec antic Τιμοκλείδας) va ser un tirà de la polis grega de Sició al segle III aC.
Després de la violenta mort de l'anterior tirà Cleó, va governar conjuntament amb Eutidem, fins que els dos van ser deposats pels ciutadans de Sició. Timòclides i Eutidem van ser substituïts pel demòcrata Clínies segons Pausànias, encara que l'historiador Plutarc creia que Timòclides governava conjuntament amb Clínies. Timòclides va morir durant el regnat de Clínies.